# Sueur
Pour les articles homonymes, voir sueur (homonymie).

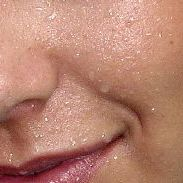
Gouttes de sueur

La sueur est un liquide biologique sécrété par les glandes sudoripares lors du phénomène de transpiration qui joue un rôle important pour le contrôle de la température du corps (évacuation de 2,4 MJ soit 580 kcal par litre de sueur évaporée).

## Histoire
Les philosophes Platon et Théophraste ont écrit Sur la sueur, de ses causes et facteurs physiques.

## Composition de la sueur

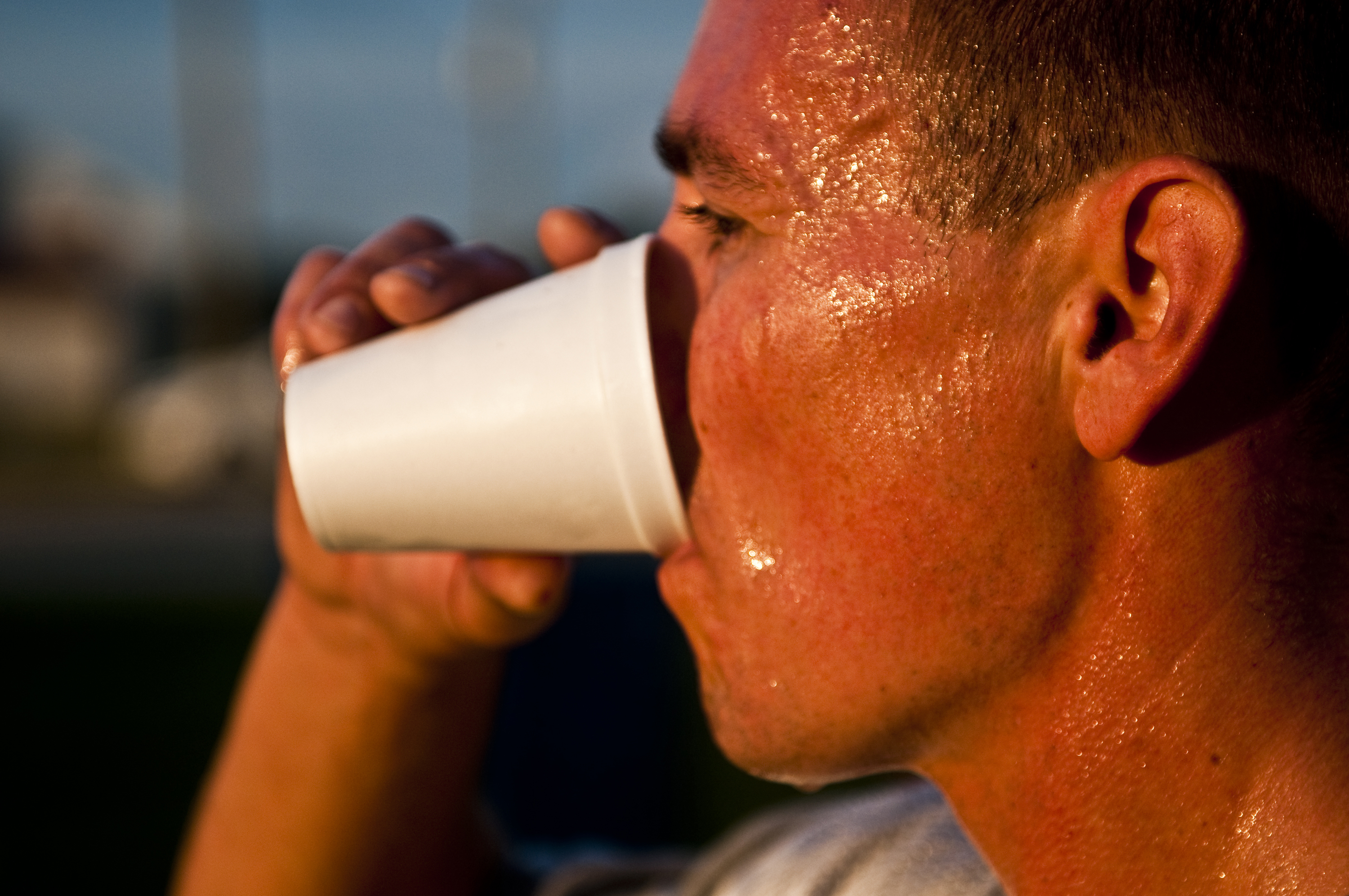
Soldat transpirant lors d'une compétition sportive.

La sueur contient principalement de l'eau. Elle contient aussi des minéraux, des protéines en plus du lactate (forme ionisée de l'acide lactique) et de l'urée. La composition minérale varie d'un individu à l'autre, et en fonction de l'accommodation à la chaleur, de l'exercice, de la source du stress (sport, sauna, etc.), la durée de la transpiration, et des minéraux disponibles dans le corps. Il y a souvent d'autres substances moins abondantes dans le corps qui sont présentes dans la transpiration, y compris les substances présentes sur la peau (sébum, etc.). Chez l'humain, la sueur est hyposmotique et hypotonique.

## Utilité pour la santé
Outre sa fonction principale de refroidissement du corps humain qui évite que la température interne ne dépasse trop les 37 °C, ce qui serait préjudiciable à l'organisme, la sudation est utilisée dans de nombreuses médecines non conventionnelles, notamment l'Ayurveda, comme moyen de « purification » du corps. On retrouve également cette notion dans la pratique des bains de vapeur (comme les saunas) qui, en provoquant une forte sudation et une dilatation des pores cutanés (d'où sort la sueur), permettraient l'évacuation d'éventuelles toxines ou corps étrangers retenus dans ces pores et auraient une fonction exfoliante. Ce bénéfice de « purification » par la sudation n'a pas de fondement scientifique du fait que la sueur ne contient pas de toxines,.

## Mains moites et phénomènes de transpirationexcessive
Les personnes dont les paumes exsudent une sueur excessive (hyperhidrose palmaire primaire) ont pour 63 % d'entre elles plusieurs parents souffrant de la même affection, ce qui laisse penser qu'elle a une origine génétique.

## Odeur de transpiration
Contrairement à une croyance répandue, la transpiration en elle-même est inodore. L'odeur est produite par les bactéries du microbiote cutané dégradant les substances sécrétées par les glandes sudoripares situées dans le derme. Il existe deux types de glandes sudoripares, les glandes eccrines et les glandes apocrines :
- les glandes eccrines sont réparties sur l’ensemble du corps et localisées en plus grande abondance aux paumes des mains, aux plantes des pieds et aux aisselles ;
- les glandes apocrines prédominent dans les régions axillaires (aisselles) et génitales (prépuce, grandes lèvres et aréoles mammaires). Elles n’apparaissent qu’à l’adolescence.

La sueur émise par les glandes apocrines est riche en corps gras, la nourriture favorite des bactéries du genre Corynebacterium, lesquelles sont en grande partie responsables des odeurs de transpiration.
En hydrolysant les triglycérides du sébum, les bactéries de la peau produisent des acides gras à l'odeur souvent peu agréable, comme l'acide hexanoïque (C5H11COOH) parfois aussi appelé acide caproïque (odeur de fromage voire de bouc).